# Falsomesosella horishana
Falsomesosella horishana är en skalbaggsart som beskrevs av J. Linsley Gressitt 1938. Falsomesosella horishana ingår i släktet Falsomesosella och familjen långhorningar.
Artens utbredningsområde är Taiwan. Inga underarter finns listade i Catalogue of Life.